# Bắc Đới Hà

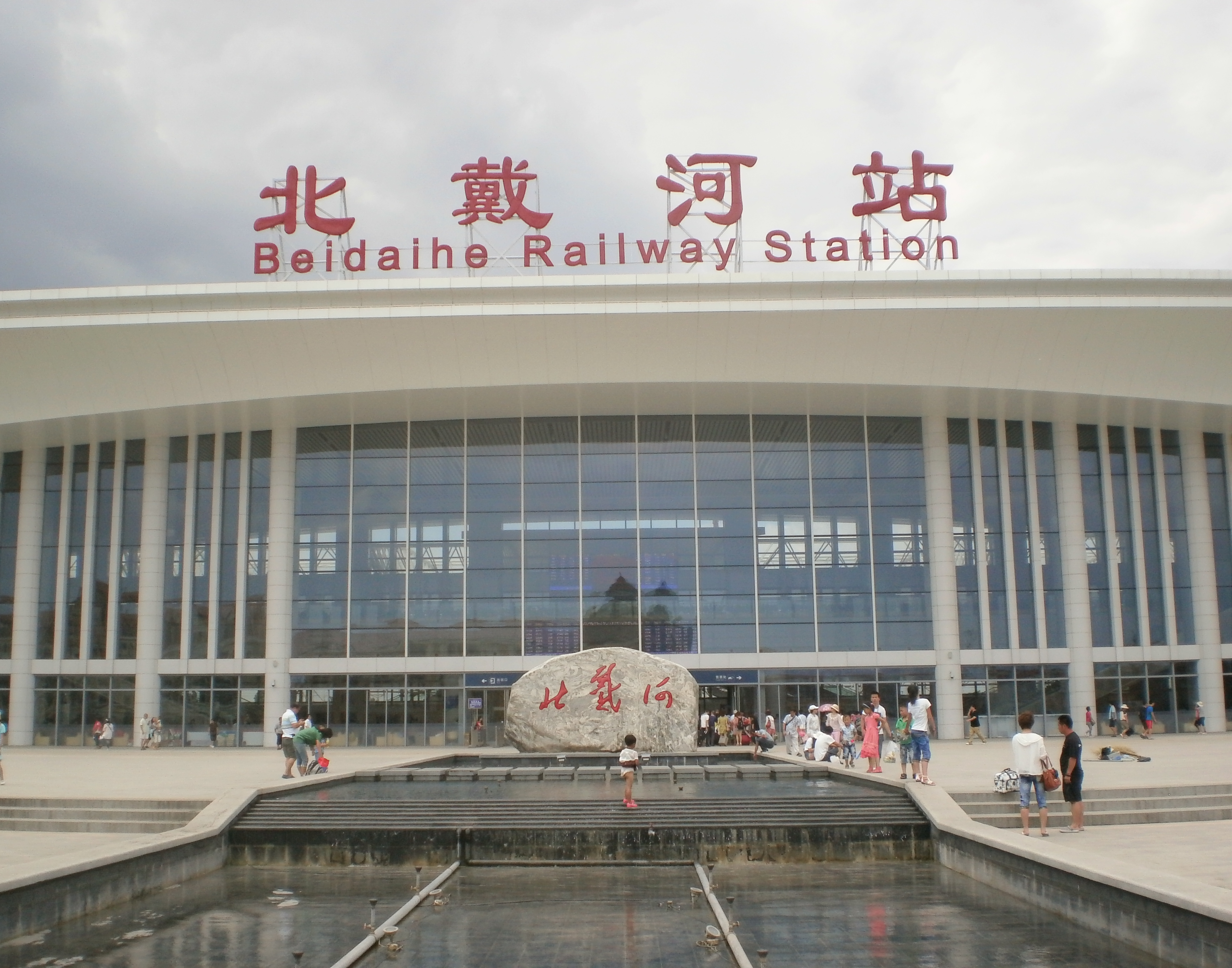
Nhà ga Bắc Đới Hà

Bắc Đới Hà (chữ Hán giản thể: 北戴河区) là một quận thuộc địa cấp thị Tần Hoàng Đảo, tỉnh Hà Bắc, Cộng hòa Nhân dân Trung Hoa. Quận này có diện tích 70,14 km², dân số cuối năm 2004 là 70.000 người. Thành phần dân số: người Hán chiếm 96,5%, người Mãn Châu chiếm 2,87%, người Mông Cổ chiếm 0,19%, người Triều Tiên chiếm 0,18%, người Hồi chiếm 0,16%.
Bắc Đới Hà bờ biển dài 22,5 km, có bãi biển cát trắng dài 10 km, là nơi nghỉ mát phổ biến của những người phương Tây tại Trung Quốc vào thời nhà Thanh. Đây cũng là nơi nghỉ mát mùa Hè ưa thích của giới lãnh đạo đảng và chính phủ Cộng hòa Nhân dân Trung Hoa.
Về mặt hành chính, quận này được chia thành 2 nhai đạo, 2 trấn
- Nhai đạo: Tây Sơn, Đông Sơn.
- Trấn: Hải Tân, Đới Hà.

Đây là nơi diễn ra " Hội nghị Bắc Đới Hà " hội nghị chính trị quan trọng thường niên giữa các lãnh đạo và cựu lãnh đạo Trung Quốc, đã nhiều thập niên đây được coi là hội nghị hậu trường quan trọng nhất của các chính trị gia nước này.